# Taxe Windows
Le terme « taxe Windows » désigne le prix masqué de Microsoft Windows fourni avec la quasi-totalité des ordinateurs et, par extension, le coût de toutes les licences de logiciels imposées à l'achat d'un ordinateur.
L'expression, jeu de mots en référence à l'ancienne taxe sur les fenêtres « Window Tax », a été lancée aux États-Unis par des utilisateurs de logiciels libres utilisant des systèmes d'exploitation alternatifs à Microsoft Windows, notamment GNU/Linux et BSD.
En France, le terme fait référence à :
- l'obligation de payer pour les licences de logiciels, même dans le cas où l'acheteur refuse les contrats de licence des logiciels ;
- au fait que l'État soutient cette « taxe » en ne faisant pas appliquer l'article L122-1 du Code de la consommation interdisant explicitement la vente liée d'un bien (le matériel) et d'un service (les licences de logiciels).

En France, cette « taxe » est combattue par le groupe de travail Détaxe.